# Gáborján
Gáborján è un comune dell'Ungheria di 950 abitanti (dati 2001). È situato nella contea di Hajdú-Bihar.